# Гоенштайн-Ернстталь
Гоенштайн-Ернстталь (в історичній літературі зазвичай використовується назва Гогенштейн; нім. Hohenstein-Ernstthal) — місто в Німеччині, у землі Саксонія. Підпорядковується адміністративному округу Хемніц. Входить до складу району Цвікау. Населення становить 14 310 ос. (станом на 31 грудня 2020). Займає площу 18,33 км².

## Спорт
У Гоенштайн-Ернстталі знаходиться відомий автомототрек Заксенринг, на якому відбуваються змагання з авто- та мотоспорту.

## Галерея

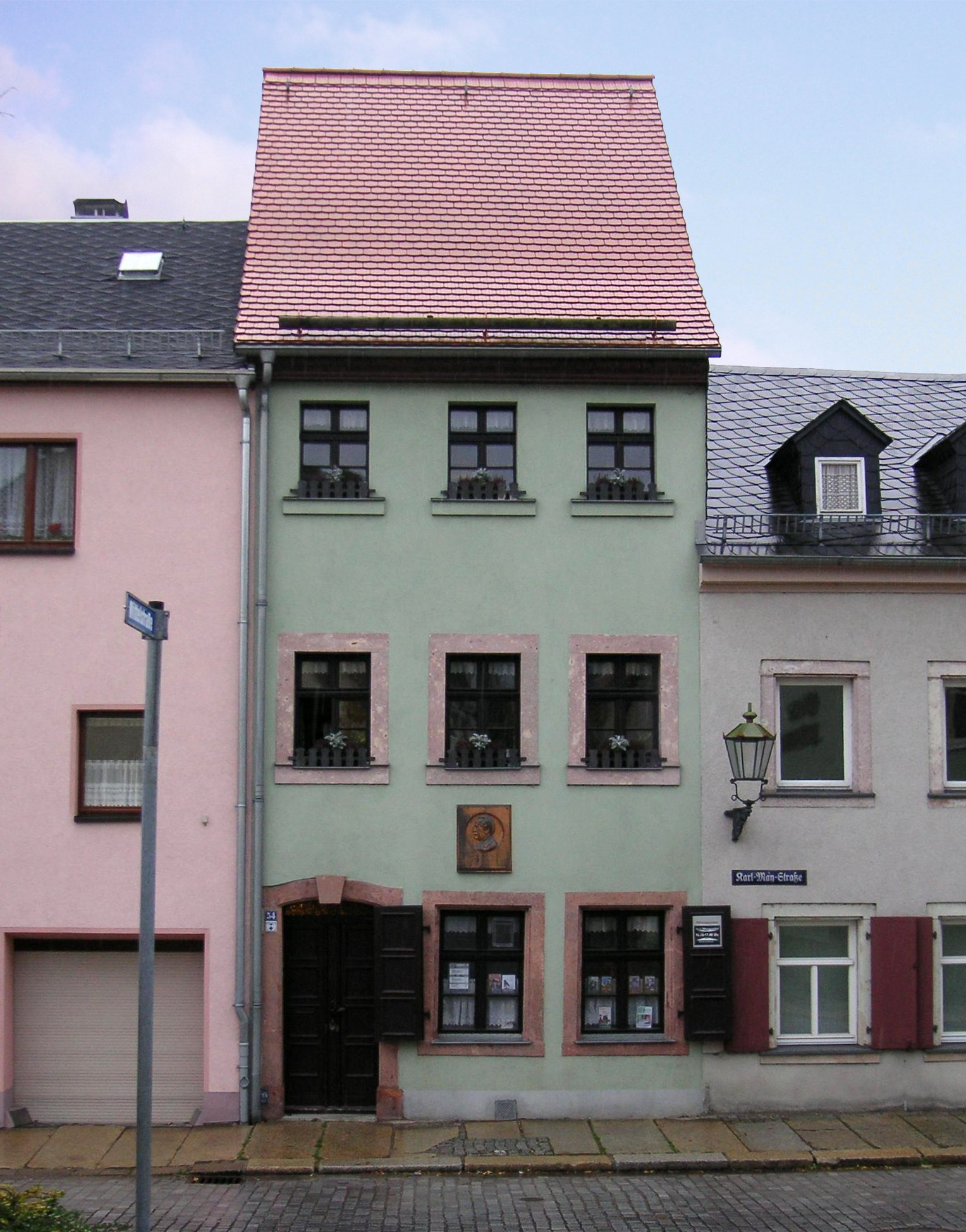
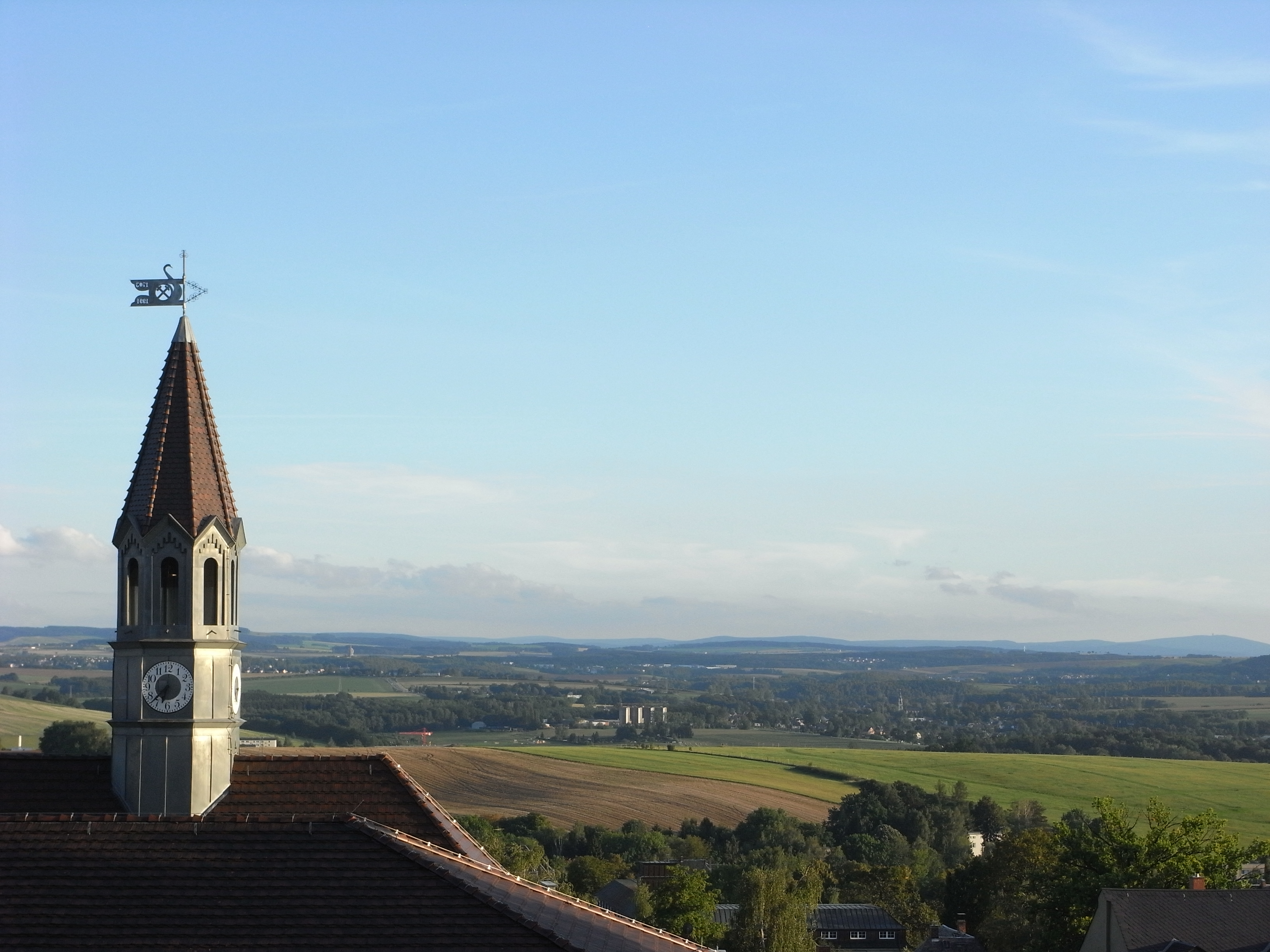
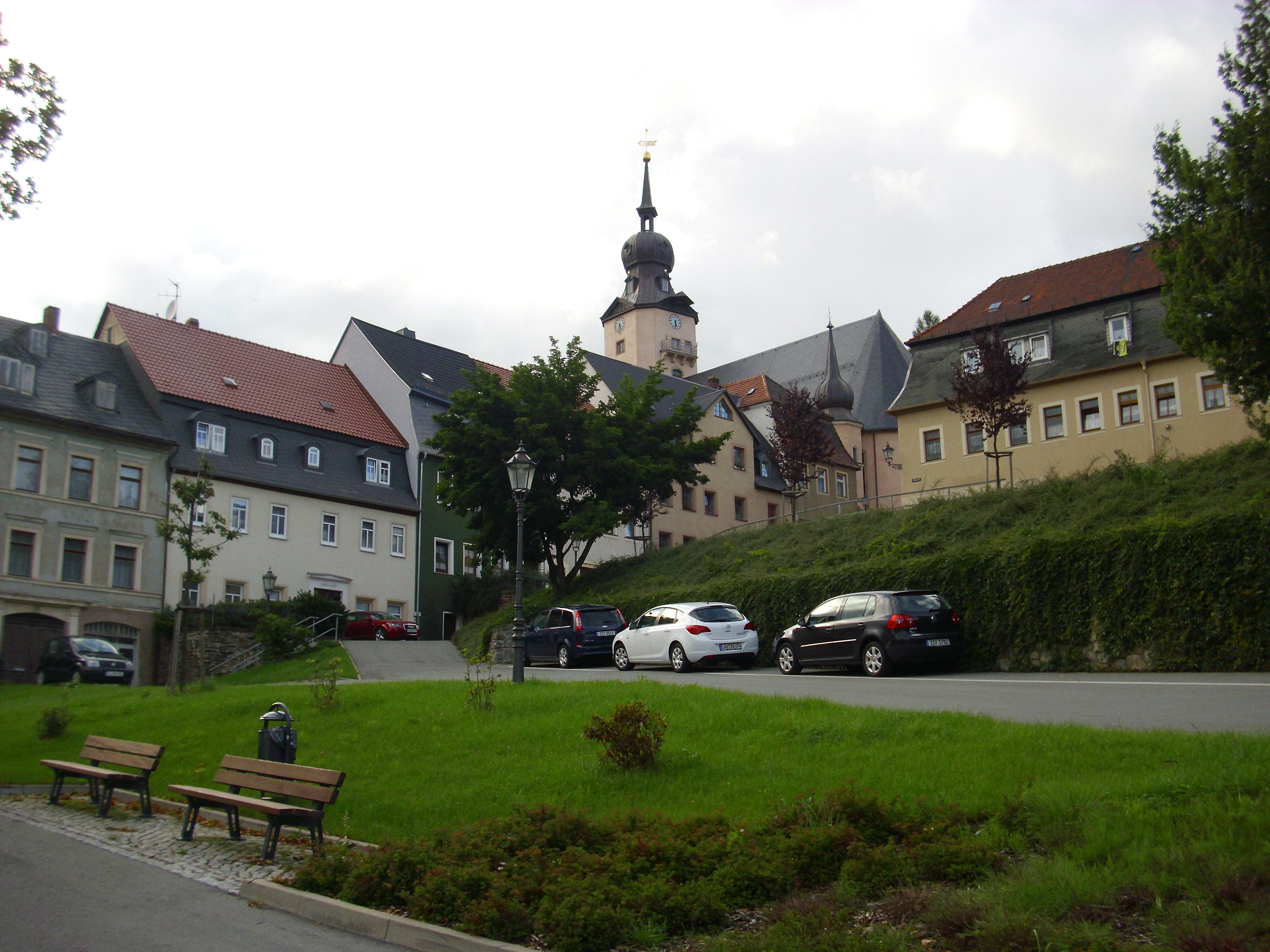
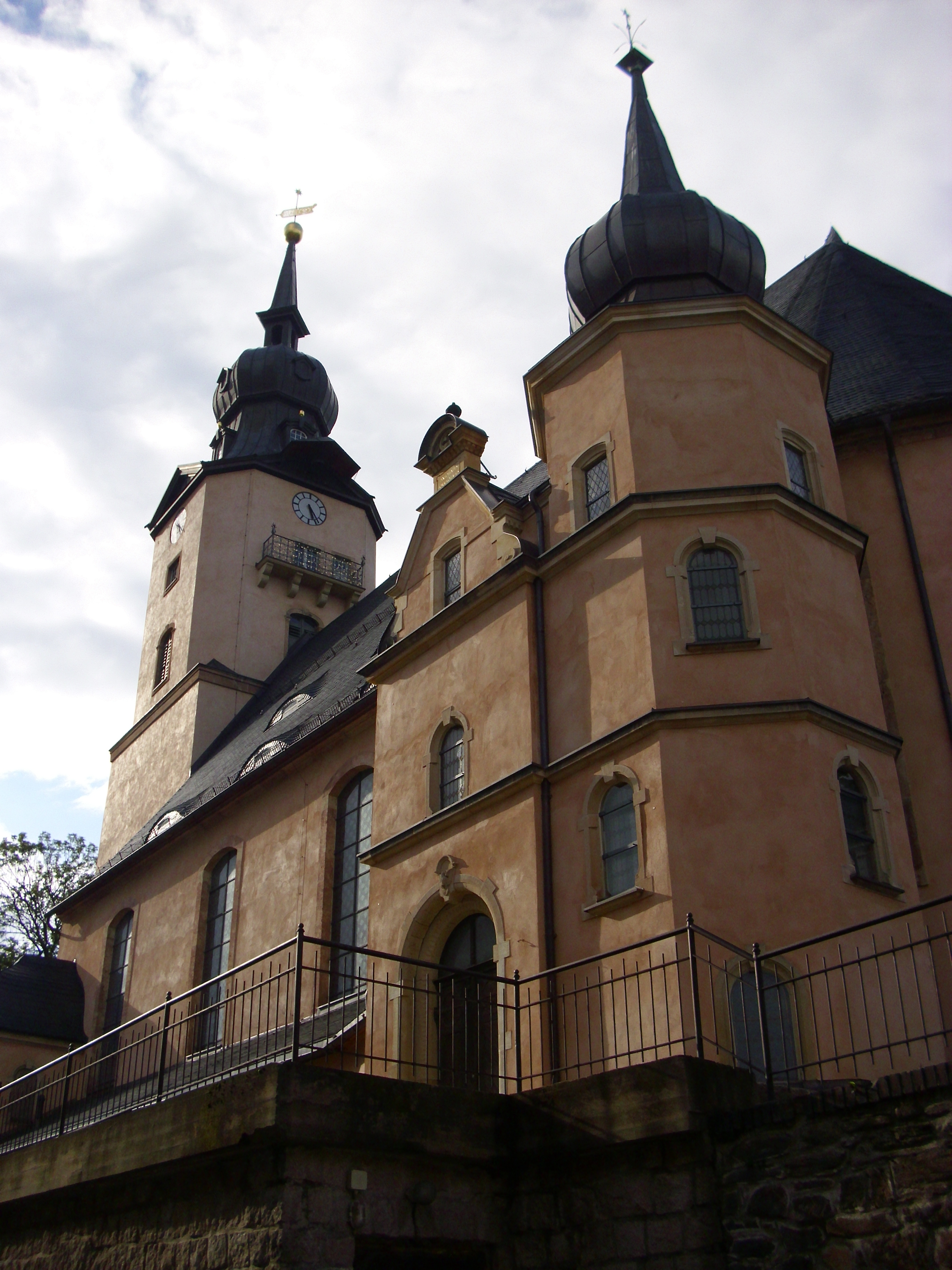
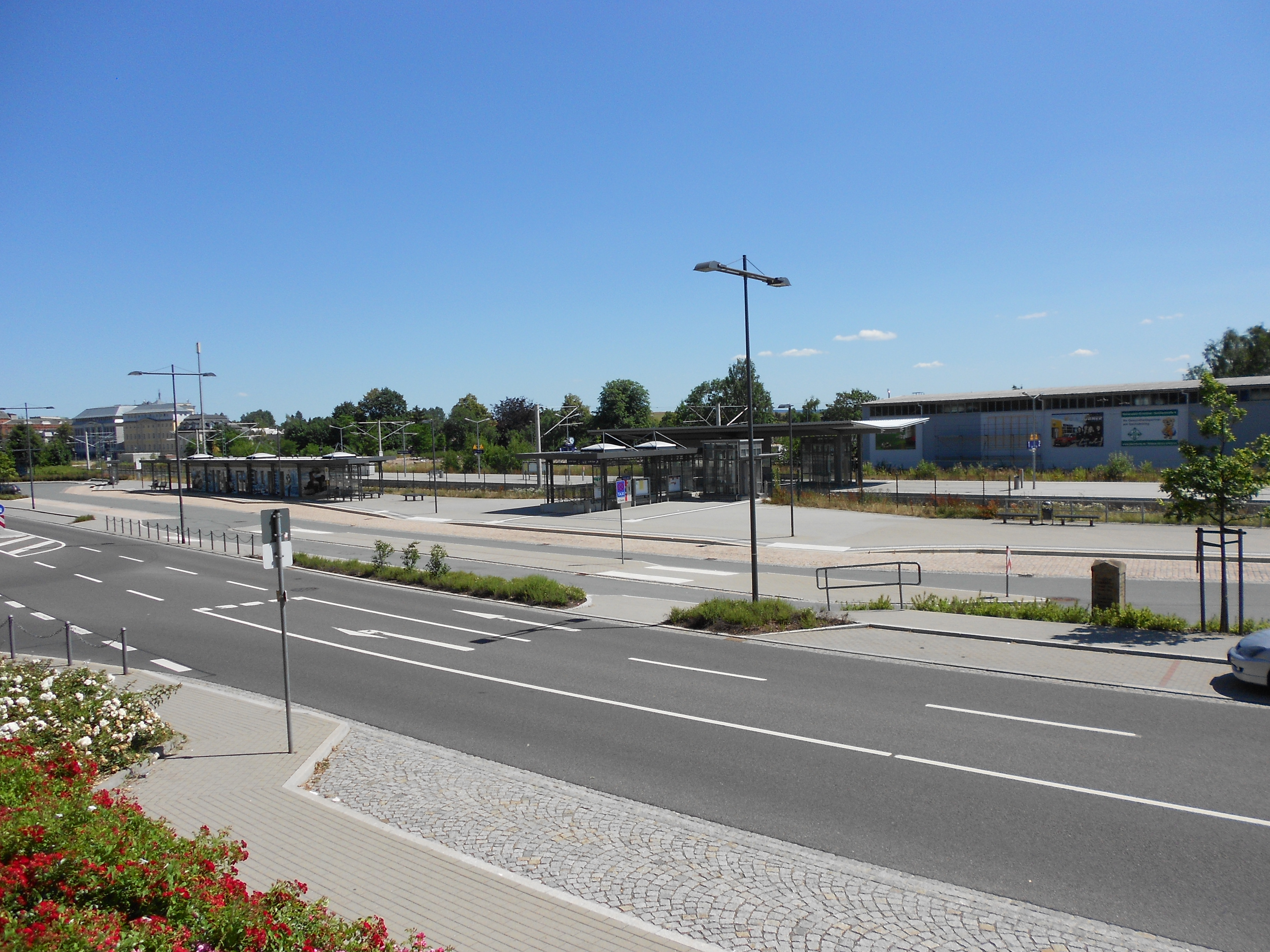